# Carrefour

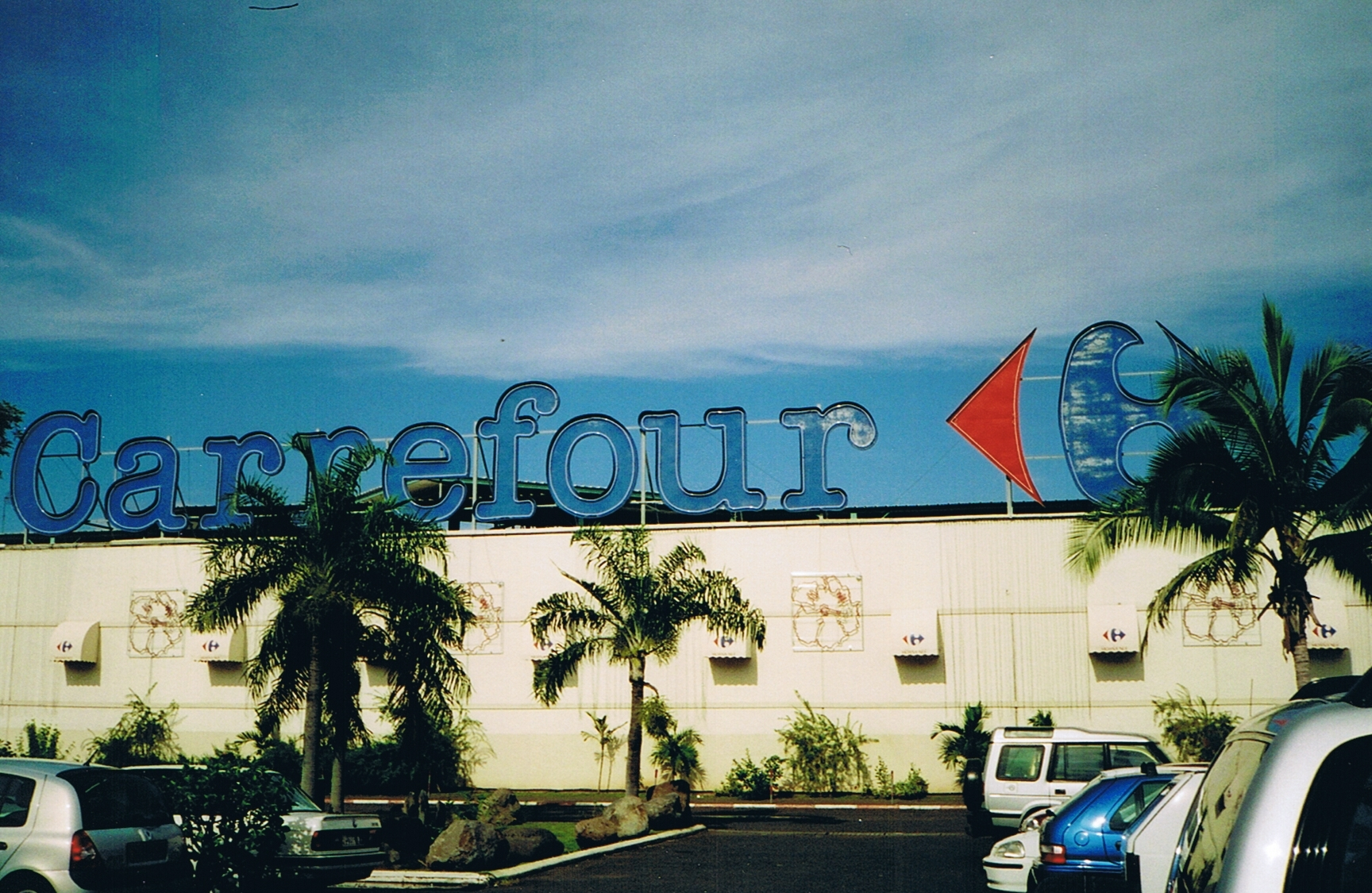
Hypermarket Carrefour ve Francouzské Polynésii

Carrefour (z francouzského výrazu pro křižovatku) je francouzský maloobchodní řetězec. Carrefour má prodejny v šesti zemích Evropy, dále v Argentině a Brazílii a na Tchaj-wanu. V dalších zemích jsou obchody Carrefour provozovány jako franšízy, například ve státech Blízkého východu, v Africe nebo v zámořské Francii. S celosvětovými tržbami 105,42 mld. amerických dolarů (asi 2,49 bilionu Kč) byl Carrefour v roce 2021 8. největší maloobchodní společností na světě.
Společnost byla založena v roce 1959. První supermarket Carrefour byl otevřen v roce 1960 ve francouzském Annecy. V České republice měl Carrefour vlastní prodejny v letech 1998–2006, od roku 2024 jsou potom výrobky privátní značky Carrefour součástí sortimentu prodejen JIP.

## Carrefour v Česku
Carrefour v České republice působil v letech 1998–2006 prostřednictvím společnosti Carrefour Česká republika s.r.o., která měla IČ 625 84 821 a sídlila v pražské Podbabě. Během osmi let na tuzemském trhu řetězec otevřel celkem 11 hypermarketů, jeho podnikání nicméně bylo ztrátové a v roce 2006 všechny prodejny převzalo Tesco. Výrobky privátní značky Carrefour se na český trh vrátily po roce 2023, kdy řetězec uzavřel obchodní partnerství se společností JIP východočeská provozující síť maloobchodních prodejen a prodejen cash and carry.

### Hypermarkety (1998–2006)

#### Prodejny aekonomika
Hypermarkety Carrefour vznikaly v rámci nově budovaných obchodních center. První prodejna byla otevřena 11. listopadu 1998 v Plzni, následovalo celkem 10 dalších prodejen v šesti krajských městech a v Praze. U obchodních center v Plzni, Ostravě, Ústí nad Labem a u brněnského centra Futurum Carrefour provozoval také čerpací stanice a v pěti obchodních centrech provozoval zlatnictví značky Zlatý polygon.
| Otevření      | Město          | Lokace                       |
| ------------- | -------------- | ---------------------------- |
| listopad 1998 | Plzeň          | Nákupní centrum Borská Pole  |
| říjen 1999    | Brno           | Futurum                      |
| listopad 1999 | Ústí nad Labem | Obchodní centrum Všebořice   |
| květen 2000   | Ostrava        | Futurum                      |
| srpen 2000    | Zlín           | Centro Zlín                  |
| listopad 2000 | Hradec Králové | Futurum                      |
| září 2001     | Praha          | Nový Smíchov                 |
| září 2002     | Olomouc        | Obchodní centrum Haná        |
| listopad 2003 | Praha          | Nákupní centrum Stodůlky     |
| říjen 2004    | Brno           | Nákupní centrum Královo Pole |
| březen 2005   | Praha          | Nákupní centrum Eden         |

V roce 2005, ke konci svého tuzemského podnikání, měl Carrefour v Česku podle výroční zprávy tržby ve výši 10,831 mld. Kč, přičemž největším podílem (18 %) se na tržbách podílel hypermarket na Novém Smíchově. Nejmenší tržby (4 % z celku) měla naopak prodejna v Olomouci. Společnost v Česku zaměstnávala 3 tis. zaměstnanců.
Přes narůstající tržby se však společnost dostala do ztráty: v roce 2004 skončil její výsledek hospodaření 586 mil. Kč v minusu, v roce 2005 pak ztráta vzrostla na 1,420 mld. Kč. V roce 2005 bylo proto rozhodnuto podnikání v tuzemsku ukončit. Hypermarkety Carrefour v Česku a na Slovensku mělo koupit Tesco s tím, že Carrefour naopak převezme prodejny Tesco na Tchaj-wanu a získá ještě doplatek 57,4 milionu eur. České prodejny Tesco převzalo v červnu 2006, na Slovensku transakci zamítl antimonopolní úřad a hypermarkety Carrefour tam byly nadále provozovány ve formátu franšízy až do roku 2018. Z 11 hypermarketů, které v roce 2006 Tesco přebíralo, jich v roce 2024 pod značkou Tesco fungovalo osm, uzavřeny byly prodejny v Praze-Stodůlkách (2009), Ústí nad Labem (2015) a Zlíně (2017).

#### Média
Do povědomí české veřejnosti se Carrefour zapsal například kampaní Výprodej století, pořádanou v lednu 2005. Řetězec tehdy ohlásil novoroční výprodej se slevami až 95 procent. Nápor zákazníků zablokoval dopravu v několika městech a v obchodech se tvořily dlouhé fronty. Zákazníci si také stěžovali na nedostatečné zásoby zlevněného zboží. Kontrola České obchodní inspekce navíc zjistila, že v letácích byly jako původní ceny zboží uvedeny částky, které byly vyšší než skutečné prosincové prodejní ceny, nebo že ne všechno zboží nabízené v letáku bylo k dispozici na prodejně.
V letech 2001–2005 byl Carrefour generálním sponzorem SK Slavia Praha. Spekulovalo se, že sponzorováním vršovického fotbalového klubu společnost chtěla získat přízeň obyvatel nesouhlasících s výstavbou nákupního centra v Edenu.

### Spolupráce sřetězcem JIP (2023–)
V listopadu 2023 skupina Carrefour v tiskové zprávě oznámila, že v České republice chystá spolupráci s řetězcem JIP, která má spočívat v dodávání výrobků privátní značky Carrefour do prodejen českého řetězce. Do nabídky prodejen JIP se výrobky Carrefour zařadily v roce 2024; nabízeny jsou produkty napříč všemi kategoriemi potravin, drogerie i dalšího zboží pod značkami Carrefour Classic, Simpl, Carrefour BIO a dalšími.